# Haapajärvi
Haapajärvi este o comună din Finlanda.